# Kentucky Derby 1928
Kentucky Derby 1928 var den femtiofjärde upplagan av Kentucky Derby. Löpet reds den 19 maj 1928 över 1 1⁄4 miles (2 012 m). Löpet vanns av Reigh Count som reds av Chick Lang och tränades av Bert S. Michell.
Förstapriset i löpet var 55 375 dollar. 22 hästar deltog i löpet.

## Resultat
| P  | S  | Häst             | Jockey           | Tränare             | Ägare                                                             | Odds  |
| -- | -- | ---------------- | ---------------- | ------------------- | ----------------------------------------------------------------- | ----- |
| 1  | 4  | Reigh Count      | Chick Lang       | Bert S. Michell     | Fannie Hertz                                                      | 2.06  |
| 2  | 1  | Misstep          | William Garner   | Mose Lowenstein     | Le Mar Stock Farm (Leo J. Marks)                                  | 10.20 |
| 3  | 7  | Toro             | Eddie Ambrose    | John F. Schorr      | Edward Beale McLean                                               | 4.75  |
| 4  | 8  | Jack Higgins     | Charles E. Allen | William J. Curran   | William J. Curran                                                 | 4.42  |
| 5  | 5  | Reigh Olga       | Earl Pool        | Bert S. Michell     | Otto Lehman                                                       | 2.06  |
| 6  | 9  | Lawley           | Harold Thurber   | Edward Trotter      | Viking Stable (Christian & Klein)                                 | 4.42  |
| 7  | 2  | Don Q.           | Pete Walls       | Bud Stotler         | Sagamore Stable                                                   | 4.42  |
| 8  | 20 | Bobashela        | Herb Fisher      | S. Miller Henderson | Audley Farm Stable                                                | 12.08 |
| 9  | 10 | Blackwood        | Frank Chiavetta  | Burton B. Williams  | Bloomfield Stable (Walter Briggs, Charles T. Fisher, Frank Navin) | 4.42  |
| 10 | 6  | Martie Flynn     | Willie Fronk     | Robert V. McGarvey  | Syl Peabody                                                       | 14.18 |
| 11 | 18 | Sun Beau         | John Craigmyle   | Charles W. Carroll  | Willis Sharpe Kilmer                                              | 38.42 |
| 12 | 13 | Bar None         | Joe Kederis      | William H. Buckner  | Longridge Stable                                                  | 4.42  |
| 13 | 19 | Distraction      | Danny McAuliffe  | George Tappen       | Wheatley Stable                                                   | 11.51 |
| 14 | 15 | Petee-Wrack      | Albert Johnson   | Willie Booth        | John R. Macomber                                                  | 4.42  |
| 15 | 17 | Typhoon          | Edgar Barnes     | H. Guy Bedwell      | Kenton Farm Stable (John A. Payne Jr. & Robert H. West Jr.)       | 41.21 |
| 16 | 11 | Replevin         | Virgil Peterson  | J. S. Middleton     | Frederick Johnson                                                 | 4.42  |
| 17 | 3  | Cartago          | Karl Horvath     | John J. Flanigan    | R. E. Lechleiter                                                  | 4.42  |
| 18 | 21 | Bonivan          | Charles Landolt  | Jim Everman         | A. A. Kaiser                                                      | 4.42  |
| 19 | 22 | Charmarten       | James Butwell    | C. F. Cherry        | Wild Rose Farm (Valentine "Val" Crane)                            | 4.42  |
| 20 | 12 | Vito             | Clarence Kummer  | Max Hirsch          | Alfred H. Cosden                                                  | 39.04 |
| 21 | 14 | Sortie           | Fred Weiner      | Max Hirsch          | A. Charles Schwartz                                               | 39.04 |
| 22 | 16 | Strolling Player | George Fields    | Robert A. Smith     | Salubria Stable                                                   | 12.08 |

Segrande uppfödare: Willis Sharpe Kilmer; (VA)